# Лили Вангчук
Лили Вангчук (англ. Lily Wangchuk; род. в 1972 году) — бутанский политик, дипломат, первая женщина в Бутане, ставшая главой политической партии.

## Биография
Лили Вангчук изучала международную дипломатию в Австралийском национальном университете и права человека, международное право в Индийской академии международного права и дипломатии. Также Вангчук получила образование в области политологии в колледже Миранда в Индии.
В 1994 году начала работать дипломатом, и в 2003 году была удостоена премии клуба Львов за выдающуюся дипломатическую работу в сфере двусторонних отношений Бутана и Индии. После 12 лет работы в должности дипломата Вангчук взяла отпуск и отправилась в поездку по Бутану, во время которой она посетила 20 районов страны. Вангчук зафиксировала социально-экономические проблемы страны.
Занимала пост главы женского крыла Народно-демократической партии Бутана. В 2011 году Вангчук был поставлен диагноз рак эндометрия, но она смогла преодолеть болезнь за шесть месяцев лечения. Уже в ноябре 2012 года Лили Вангчук стала первой женщиной в стране, назначенной президентом политической партии.
На выборах 2018 год Вангчук баллотировалась в Национальную ассамблею Бутана, но потерпела неудачу на выборах.